# Léon Kauffman
Léon Kauffman (* 16. August 1869 in Luxemburg; † 25. März 1952 ebenda) war ein luxemburgischer Politiker.

## Leben
Léon Kauffman wurde 1910 Direktor der Steuerverwaltung. Von 1915 bis 1945 war er Mitglied des Staatsrates. 1916 wurde er Generaldirektor (Minister) der Finanzen (bis 1918).
1917 kam es zu einer Krise der Regierung Thorn, da die Chamber dem Landwirtschaftsminister Michel Welter das Vertrauen entzogen hatte. Am 19. Juni 1917 stellte Kauffman eine rechtsliberale Regierung zusammen, in der er die Ämter der Staats-, Außen- und Finanzminister übernahm.
Unter dieser Regierung wurde die Änderung der luxemburgischen Verfassung in die Wege geleitet, die unter anderem das allgemeine Wahlrecht einführen sollte. Dabei kam es aber zu einem Konflikt, da die Regierung zögerte, den Ursprung der souveränen Macht „in der Nation“ zu etablieren, wie es die Chamber gefordert hat, anstatt, wie bis dahin, „in der Person des Großherzogs“. Als dann noch bekannt wurde, dass der Premierminister einer Privataudienz des deutschen Kanzlers bei Großherzogin Maria Adelheid beiwohnte, kam es zu einer Umbildung der Regierung, woraufhin Léon Kauffman am 28. September 1918 als Premierminister zurücktrat.
Von 1923 bis 1952 war Kauffman Präsident des Verwaltungsrates der Banque internationale à Luxembourg. 1945 wurde er Präsident des Staatsrates. 1952 starb er im Alter von 82 Jahren.
Léon Kauffman war mit Madeleine Joséphine Franck verheiratet und hatte einen Sohn.
| Personendaten    | Personendaten             |
| ---------------- | ------------------------- |
| NAME             | Kauffman, Léon            |
| KURZBESCHREIBUNG | luxemburgischer Politiker |
| GEBURTSDATUM     | 16. August 1869           |
| GEBURTSORT       | Luxemburg                 |
| STERBEDATUM      | 25. März 1952             |
| STERBEORT        | Luxemburg                 |